# Ginger Snaps II – Entfesselt
Ginger Snaps II: Entfesselt ist ein kanadischer Horrorfilm aus dem Jahr 2004. Er entstand unter der Regie von Brett Sullivan. Der Film ist der zweite Teil einer Trilogie. Er entstand als Fortsetzung von Ginger Snaps. Der letzte Teil Ginger Snaps III – Der Anfang ist ein Prequel der Teile 1 und 2.

## Handlung
Brigittes Schwester Ginger ist tot und Brigitte selbst ist mit Lykanthropie infiziert. Nur die regelmäßige Injektion eines Extraktes der Wolfseisenhutpflanze verhindert ihre Verwandlung zur reißenden Bestie. Ginger erscheint Brigitte in einer Vision und sagt ihr, dass die Injektionen ihre Transformation nur aufhalten, sie aber nicht heilen können. Darauf setzt sich Brigitte einen Schuss mit einer tödlichen Eisenhut-Dosis. In dem Moment bemerkt sie, dass sie von einem männlichen Werwolf verfolgt wird und will fliehen, bricht aber mit einem toxischen Schock zusammen. Als sie wieder erwacht, befindet sie sich in einer geschlossenen Anstalt, wo man sie auf Entzug setzt. Brigitte verändert sich allmählich, was nur von Ghost, einem jungen Mädchen mit blühender Fantasie und einer Vorliebe für Horrorcomics, bemerkt wird. Tyler, ein Pfleger in der Klinik, ist jetzt im Besitz von Brigittes Eisenhut-Extrakt, will ihn ihr aber nur gegen sexuelle Gefälligkeiten geben, was Brigitte ablehnt. Der andere männliche Werwolf ist immer noch hinter Brigitte her, da er sich mit ihr paaren will, und ist ihr bis zur Klinik gefolgt und stellt ihr nach. Um ihm zu entkommen, bleibt ihr nur noch die Flucht. Zusammen mit Ghost entkommt sie aus der Anstalt, doch bald benötigt Brigitte wieder etwas von dem Extrakt, und sie beschließen Tyler um Hilfe zu bitten. Dieser kommt auch zu Hilfe, nur reagiert Brigitte diesmal anders auf den Extrakt. Ihr Körper stößt ihn ab, die Transformation ist bereits zu weit fortgeschritten. Mit Ghosts Hilfe kann Brigitte schließlich den Werwolf töten, der sie verfolgt hat, doch ihre eigene Verwandlung ist zu diesem Zeitpunkt schon fast abgeschlossen. Am Ende sperrt Ghost Brigitte in den Keller, um sie zu ihrem persönlichen Werwolf zu machen und nach und nach auf all ihre Feinde zu hetzen.

## Kritiken
„Zweiter Teil einer im Teenager-Milieu angesiedelten Horror-Trilogie […], der durch die stilsichere düstere Atmosphäre, schwarzen Humor und überraschende Wendungen genretypisch unterhält.“